# Ty Barnett
Ty Kimoni Barnett (sinh ngày 19 tháng 7 năm 2005) là một cầu thủ bóng đá người Anh hiện đang thi đấu cho câu lạc bộ Wolverhampton Wanderers.

## Sự nghiệp
Ngày 15 tháng 8 năm 2023, Barnett gia hạn hợp đồng với Wolves đến mùa hè năm 2026.